# The Ballad of Mona Lisa
"The Ballad of Mona Lisa" é uma canção da banda norte-americana Panic! at the Disco, contida em seu terceiro álbum de estúdio, Vices & Virtues. Foi lançada como primeiro single do álbum em 1 de fevereiro de 2011.

## Precedentes
O single foi primeiramente anunciado em dezembro de 2010, pela Alternative Press, nomeada  apenas como "Mona Lisa" e com previsão de lançamento para janeiro de 2011. Antes do lançamento oficial, Wendy Rollins, DJ da rádio WRFF, da Filadélfia, a descreveu como "soando bastante como o primeiro álbum". Em 17 de janeiro de 2011, a Fueled by Ramen divulgou um trecho de 31 segundos da canção e sua capa oficial.

## Videoclipe
O videoclipe de "The Ballad of Mona Lisa" foi dirigido por Shane Drake (mesmo diretor do primeiro vídeo da banda, "Panic! At the disco") e produzido por Brandon Bonfiligo. Foi lançado pouco depois do single, em 8 de fevereiro de 2011.

## Paradas musicais
| Parada (2011)                      | Melhor posição |
| ---------------------------------- | -------------- |
| Estados Unidos - Billboard Hot 100 | 89             |
| Austrália - ARIA Charts            | 33             |
| Reino Unido - UK Singles Chart     | 43             |